# Xian de Neixiang
Le xian de Neixiang (内乡县 ; pinyin : Nèixiāng Xiàn) est un district administratif de la province du Henan en Chine. Il est placé sous la juridiction de la ville-préfecture de Nanyang.

## Démographie
La population du district était de 615 634 habitants en 1999.